# 掙脫束衣運動
掙脫束衣運動是韩国女性主义者於于2015年發起的运动，主要由10至20多岁的年轻女性参与。這一運動旨在抵制社会对女性外貌的刻板要求和社會大眾所認定的“理想女性形象”，以及摆脱社会对女性施加的外在和内在压迫。该运动将长发、服裝配飾、性感著裝、化妆、高跟鞋等视为女性压迫和性客体化的象征。該運動鼓勵女性接受真实的自我，號召女性不剃体毛、不穿裙子、不化妝、不穿高跟鞋、不留長髮（剪短髮）， 說話時也不用特意顯得溫柔可爱、也不必讓自己顯得很“温顺”、“友善”。